# Поппі Морган
Поппі Морган (англ. Poppy Morgan; нар. 17 лютого 1983) — британська порноакторка, модель і порнорежисерка. Власниця порностудії Poppy Morgan Productions.

## Біографія
Працювала стажисткою шеф-кухаря в лондонському ресторані «Blakes». Одного разу під час перекуру до неї підійшов фотограф і запропонував попрацювати моделлю. Спільно з колишнім чоловіком Морган керує власною студією Poppy Morgan Productions, випустила кілька порнофільмів.
Морган регулярно бере участь у зйомках телешоу Porn Week на Bravo TV, кабельному каналі у Великій Британії.
З 2009 року почала займатися режисурою порнофільмів.
У грудні 2013 року Морган отримала широке висвітлення в пресі завдяки ролі в успішному просуванні міста Кінгстон-апон-Галл у програмі «Місто культури у Великій Британії» 2017 року.

## Премії і номінації
- 2006 Euro eLine Award — Краща старлетка
- 2006 Medien eLine Award — Краща акторка — Міжнародна[9]
- 2006 UK Adult Film and Television Awards — Краща акторка року[10]
- 2008 AVN Award — Краща сцена сексу у закордонному виробництві, за групову сцену (10 осіб) у Furious Fuckers Final Race[11]
- 2010 AVN Award — Краща лесбійська сцена триолізму — The 8th Day (разом з Торі Блек і Брі Олсон)[12]